# Municipio de Irvine
El municipio de Irvine (en inglés: Irvine Township) es un municipio ubicado en el condado de Benson en el estado estadounidense de Dakota del Norte. En el año 2010 tenía una población de 16 habitantes y una densidad poblacional de 0,17 personas por km².

## Geografía
El municipio de Irvine se encuentra ubicado en las coordenadas 48°19′58″N 99°15′18″O / 48.33278, -99.25500. Según la Oficina del Censo de los Estados Unidos, el municipio tiene una superficie total de 94.8 km², de la cual 92,95 km² corresponden a tierra firme y (1,95 %) 1,85 km² es agua.

## Demografía
Según el censo de 2010, había 16 personas residiendo en el municipio de Irvine. La densidad de población era de 0,17 hab./km². De los 16 habitantes, el municipio de Irvine estaba compuesto por el 100 % blancos. Del total de la población el 0 % eran hispanos o latinos de cualquier raza.